# Bhātpāra Abhaynagar
Bhātpāra Abhaynagar (bengali: Abhaynagar) är en ort i Bangladesh.   Den ligger i provinsen Khulna, i den centrala delen av landet, 130 kilometer sydväst om huvudstaden Dhaka. Bhātpāra Abhaynagar ligger 9 meter över havet och antalet invånare är 42 653.
Terrängen runt Bhātpāra Abhaynagar är mycket platt. Runt Bhātpāra Abhaynagar är det mycket tätbefolkat, med 1 411 invånare per kvadratkilometer.. Närmaste större samhälle är Narail, 16,6 kilometer norr om Bhātpāra Abhaynagar.
Trakten runt Bhātpāra Abhaynagar består huvudsakligen av våtmarker.